# Isler
Az isler (vagy ischler) egy csokoládékrémmel bevont, töltött, omlós tésztapárból készült kerek sütemény. Számos változata létezik: van, amely kizárólag csokoládéval készül, de lekváros és habos változatai is vannak.

## Története
A közhiedelem szerint először I. Ferenc József tiszteletére készítették az akkori Osztrák–Magyar Monarchia területén fekvő Bad Ischl fürdővárosban a ma is működő Zauner Cukrászdában (Zauner Konditorei) 1849-ben. A süteményt valóban itt találták fel, de több mint 100 évvel később: egy Richard Kurth nevű cukrász alkotta meg az 1950-es években.[forrás?]

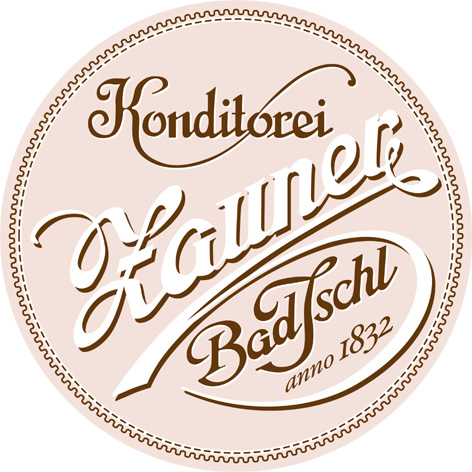
A Zauner Cukrászda logója

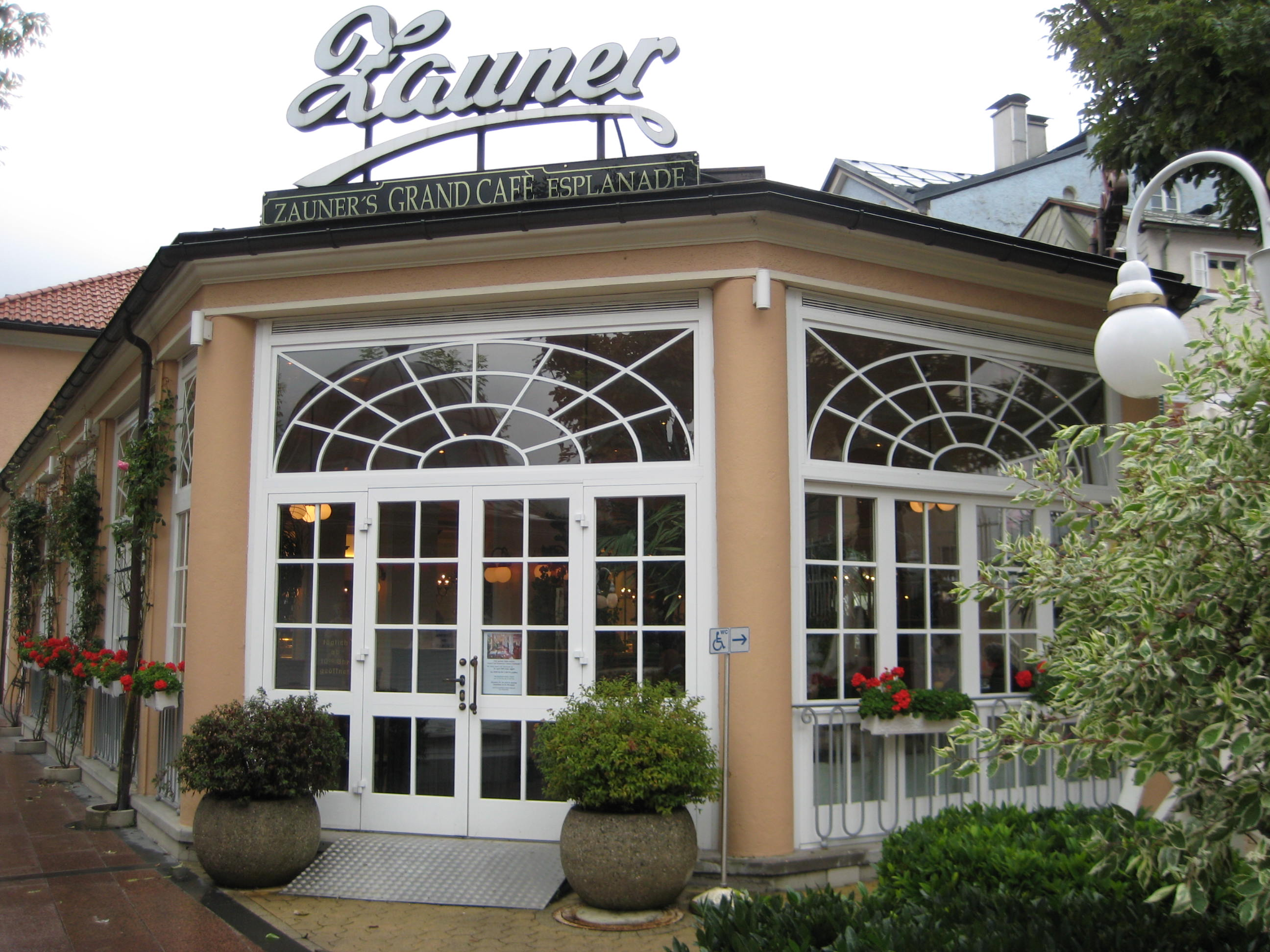
A Zauner Cukrászda (Bad Ischl, Ausztria)

## Változatai

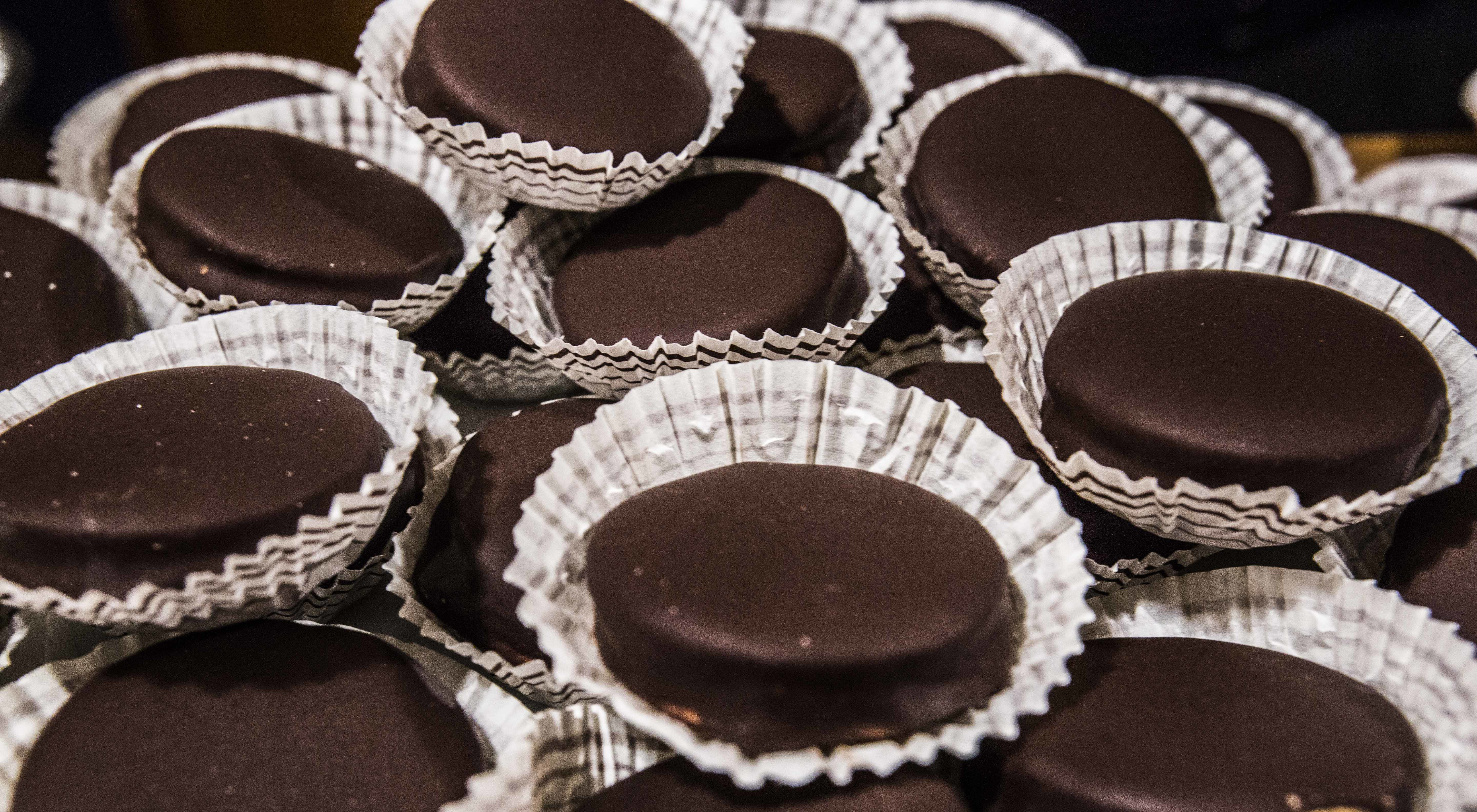
Osztrák sütemény az isler

Eredetileg rumos csokoládékrémmel készült. Manapság is nagy keletje van a ribizli- vagy baracklekvárral megtöltött süteménynek. A Zauner Cukrászdában napjainkban kétféleképpen készítik az islert: csokoládéval leöntve és töltve vagy lekvárral töltve és kávés krémmel leöntve.
Az islert Hegedűs László szolnoki cukrász készítette el elsőként tojáshabbal.